# 3965 Konopleva
A 3965 Konopleva (ideiglenes jelöléssel 1975 VA9) a Naprendszer kisbolygóövében található aszteroida. Nyikolaj Sztyepanovics Csernih fedezte fel 1975. november 8-án.